# Echinocereus mombergerianus
Echinocereus mombergerianus är en kaktusväxtart som beskrevs av G. Frank. Echinocereus mombergerianus ingår i släktet Echinocereus och familjen kaktusväxter. Inga underarter finns listade i Catalogue of Life.